# Каїрська гениза

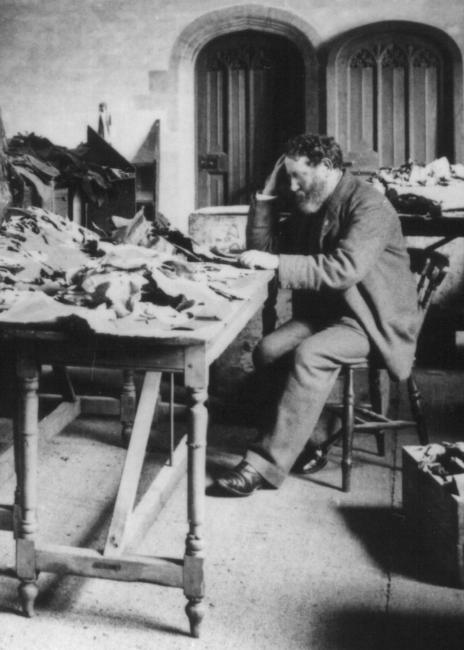
Соломон Шехтер за вивченням матеріалів Каїрської ґенізи (1895)

Каїрська ґеніза — найбільший архів середньовічного єврейства, що зберігся в ґенізі синагоги Бен-Езра міста Фустат (нині в межах Каїра). Документи, що охоплюють понад тисячоліття (з кінця IX до кінця XIX ст.), складені єврейським письмом, арабською, давньоєврейською, арамейською, їдишем та деякими іншими мовами.
Серед скарбів Каїрської ґенізи — Єврейсько-хозарське листування, Кембриджський документ, Київський лист, стародавні фрагменти Корану і священних текстів юдаїзму, а також Книга премудрості Ісуса, сина Сираха. Більшу ж частину документів становлять повсякденні ділові папери купців і лихварів. Загальна кількість аркушів оцінюється у 250 тисяч; у них згадується до 35 тисяч осіб з Єгипту, Палестини, Лівану, Сирії, Тунісу, Сицилії, Франції, Іспанії, Марокко, Хорезму, Індії та багатьох інших країн.
Рукописи Каїрської ґенізи, на відміну від ґеніз в інших центрах діаспори, вціліли завдяки напівпустельному клімату Фустата. Ця ґеніза стала відома на Заході завдяки повідомленням мандрівників, які отримали дозвіл оглянути (але не дослідити) частину її матеріалів (у 1753 — Симон фон Гельдерн; у 1864 — Яків Сапір), а також за кількома таємно вилученими фрагментами, що потрапили до рук караїма Авраама Фірковича, російського архімандрита Антоніна (1817-94), Александра Гаркавого та інших.
Проте увагу широкої наукової громадськості до каїрського архіву привернув Соломон Шехтер, який у 1896 в одному з таких фрагментів впізнав уривок втраченого івритського тексту книги Сираха. В тому ж році він придбав і вивіз з Єгипту до Кембриджського університету близько 100 тисяч манускриптів та їхніх фрагментів. Інші науковці незабаром придбали ще приблизно стільки ж рукописів, які нині перебувають у різних бібліотеках світу. Так 40 тисяч каїрських рукописів осіли в Єврейській теологічній семінарії у Нью-Йорку. Вивчення Каїрської ґенізи стало справою життя сходознавця Шломо Гойтейна.
Бібліотека Манчестерського університету, у володінні якого знаходяться 11 тисяч документів Каїрської ґенізи, зараз реалізовує проєкт з їхнього перекладу в електронну форму і створення інтернет-бібліотеки цієї ґенізи. Група ізраїльських учених використовує комп'ютерну технологію для зіставлення фрагментів, багато з яких становлять собою уривки не більше дюйма діаметром.